# Onslaught (band)

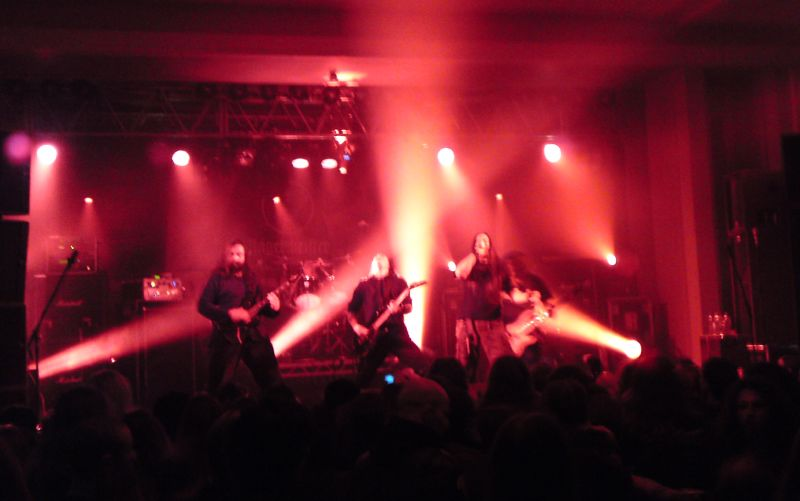
Onslaught op het Damnation Festival in 2008.

Onslaught is een thrashmetalband afkomstig uit Bristol, Engeland. Oorspronkelijk was de band actief van 1983 tot 1991 waarin ze veel invloeden van de speedmetal lieten horen in hun muziek. In 2004 hervormde de band zich om alleen nog thrashmetal te laten horen.

## Leden

### Huidige leden
- Sy Keeler - zang (1985 – 1988, 2005 – nu)
- Andy Rosser-Davies - gitaar (2008 – nu)
- Jeff Williams - basgitaar (2006 - nu)
- Nige Rockett - gitaar (1983 – 1991, 2005 – nu)
- Mike Hourihan - drums (2011 - nu)

### Vroegere leden
- Jase Pope - zang (1983)
- Paul Hill - bas (1983)
- Roge Davies - zang (1983 – 1984)
- Paul Davis - bas (1983 – 1984)
- Paul Mahoney - zang (1984 – 1985), bas (1985 – 1986)
- Jase Stallard - bas (1984 – 1985), gitaar (1985 – 1987)
- James Hinder - bas (1986 – 1991, 2005 – 2006)
- Rob Trotman - gitaar (1987 – 1991)
- Steve Grimmett - zang (1988 – 1990)
- Tony O'Hora - zang (1990 – 1991)
- Alan Jordan - gitaar (2005 – 2008)
- Steve Grice - drums (1983 – 1991, 2005 – 2011)

## Discografie
- 1985 Power From Hell studioalbum
- 1986 The Force studioalbum
- 1989 In Search of Sanity studioalbum
- 2007 Killing Peace studioalbum
- 2008 Shadow of Death compilatie-album
- 2009 Live Damnation Live-album
- 2011 Sounds Of Violence studioalbum
- 2013 VI studioalbum
- 2016 Live at the slaughterhouse Live Album